# Boscia salicifolia
Boscia salicifolia là một loài thực vật có hoa trong họ Capparaceae. Loài này được Oliv. mô tả khoa học đầu tiên năm 1868.